# 郭瑞祥 (臺灣)
郭瑞祥（1961年—），臺北人，臺灣學者。

## 生平
郭瑞祥從美國麻省理工學院畢業，後又成為美國矽谷工程師及國立臺灣大學教授。
在41歲時，從美國回到臺灣定居。在一次的健康檢查後，發現罹患肝癌。在切除腫瘤和部分肝臟，經過休息和調養後，逐漸恢復健康。
後來妻子在經過診斷後，發現有多發性硬化症。郭瑞祥當時最年長的孩子正在小學讀書。
妻子過世後，郭瑞祥透過和朋友一起運動，開始逐漸走出陰霾。

## 著作
- 2020年5月29日，《人生第二曲線：台大教授郭瑞祥的人生創新學》，天下文化，ISBN 9789864799985
- 2013年4月2日，《勇敢做唯一的自己：台大教授郭瑞祥的人生管理學》，天下文化，ISBN 9789863201588[7]
- 2002年9月16日，《生產管理個案教材》，遠流出版，ISBN 9789573247272
- 1997年，《生產與作業管理》，空中大學出版，